# Cyligramma disturbens
Cyligramma disturbens är en fjärilsart som beskrevs av Walker 1858. Cyligramma disturbens ingår i släktet Cyligramma och familjen nattflyn. Inga underarter finns listade i Catalogue of Life.